# Quíntuple Plus

Logotipo de Quíntuple Plus.

La Quíntuple Plus es una apuesta hípica gestionada por Loterías y Apuestas del Estado basada en predecir el resultado de cinco carreras de caballos determinadas. Toma el nombre Quíntuple Plus sobre la base de que hay que acertar el resultado de cinco carreras (quíntuple), además del plus que supone acertar también el segundo clasificado de la quinta carrera.
La edad mínima para participar en el sorteo es de 18 años.

## Reglas y premios
En un boleto se deben marcar seis números del 1 al 12 de seis tablas diferentes. Los cinco primeros corresponden a la previsión del caballo ganador de cinco carreras de caballos concretas en hipódromos determinados, y el sexto es la previsión del segundo clasificado en la quinta carrera. Una vez concluidas todas las carreras, se establecen diversas categorías de premios que se repartirán el 55% de la recaudación.
- 1.ª categoría: Acertar los cinco caballos ganadores y el segundo
- 2.ª categoría: Acertar los cinco caballos ganadores
- 3.ª categoría: Acertar cuatro ganadores y el segundo
- 4.ª categoría: Acertar cuatro ganadores
- Categoría especial: Obtiene premio especial el boleto acertante de primera categoría si fuera el único boleto acertante

En caso de dos o más acertantes en cada categoría, se repartirán el premio correspondiente a partes iguales. De no haber acertantes en la primera categoría, se acumulará bote para la jugada siguiente.

## Historia
El 27 de junio de 1957 se autorizaron apuestas de caballos de ámbito nacional en el Hipódromo de la Zarzuela, apuestas que ya tenían una larga tradición anterior en diversos hipódromos. La apuesta hípica sobrevivió hasta 1996, cuando el hipódromo fue cerrado. Varios años más tarde, el Congreso de los Diputados, a través de una proposición no de ley, insta al Gobierno a la reapertura del hipódromo. De esta forma, en 2003 se constituye la Sociedad Estatal Hipódromo de la Zarzuela S.A. formada al 90% por la SEPI y al 10% por Loterías y Apuestas del Estado. Para colaborar en la financiación del Hipódromo de la Zarzuela, se decide restituir mediante Real Decreto en junio de 2005 las apuestas hípicas, sobre la base de carreras celebradas no sólo en el Hipódromo de la Zarzuela, sino también en otros hipódromos que tengan contrato con Loterías y Apuestas del Estado. De esta forma se constituyen dos juegos de azar paralelos con la apuesta hípica como base, Lototurf y Quíntuple Plus.